# Google Stadia
Google Stadia byla cloud gaming služba vyvinutá a provozovaná společností Google. Do provozu byla po roce beta testování uvedena v listopadu 2019. Byla dostupná přes operační systémy Android, Android TV, ChromeOS a přes prohlížeče založené na Chromiu včetně Google Chrome. V září 2022 bylo oznámeno, že služba bude ukončena po třech letech fungování v lednu 2023.